# Heterocordylus tumidicornis

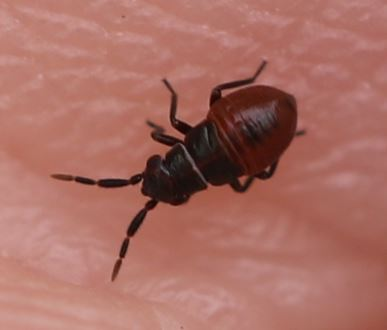
Jungnymphe

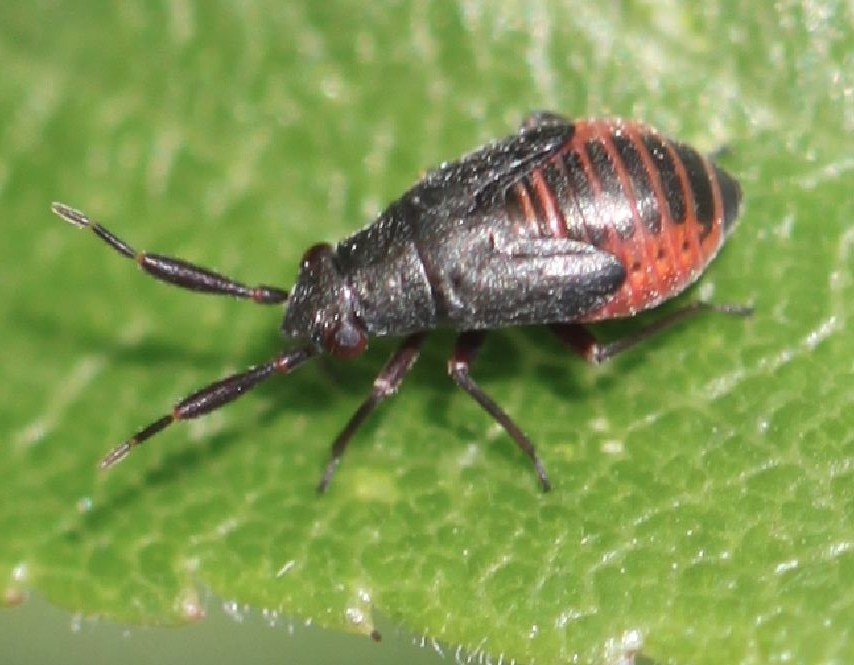
Reife Nymphe

Heterocordylus tumidicornis ist eine Wanzenart aus der Familie der Weichwanzen (Miridae). Die Gattung Heterocordylus ist mit 5 Arten in Mitteleuropa vertreten. Das Art-Epitheton tumidicornis leitet sich von den lateinischen Begriffen tumidus für „geschwollen“ und cornis für „Horn“ ab.

## Merkmale
Die Wanzen erreichen eine Länge von 4,2 bis 4,8 mm. Das zweite Fühlerglied ist verbreitert. Die schwarzen Imagines sind weiß gesprenkelt. Die Membran ist dunkel. Die Larven besitzen einen roten Hinterleib mit einer Schwarzfärbung mittig auf der Oberseite. Kopf, Thorax, Fühler, Flügeltaschen und Beine der Larven sind schwarz.

## Verbreitung
Die Art ist in weiten Teilen Europas verbreitet. Sie fehlt auf den Britischen Inseln, im Norden Skandinaviens sowie im südlichen Mittelmeerraum. Im Osten reicht das Vorkommen der Art nach Kleinasien und in den Kaukasus.

## Lebensweise
Die Imagines und Nymphen findet man auf Schlehdorn (Prunus spinosa), der Wirtspflanze der Art. Sie ernähren sich zoophytophag. Zu ihren Beutetieren gehören Blattläuse sowie Gespinstmotten-Raupen. Die Wanzen saugen aber auch an unreifen Beeren und Knospen ihrer Wirtspflanzen. Die Larven erscheinen Ende April auf den Wirtspflanzen. Die Imagines beobachtet man zwischen Ende Mai und August. Die univoltine Art überwintert als Ei.